# Luiz Peixoto Ramos
Luiz Peixoto Ramos (João Pessoa, 15 de abril de 1941) es un escritor y compositor brasileño, más conocido por el personaje "Jabutigão".

## Biografía
En 1961, pasó una temporada en Belém y luego regresó a Paraíba. En 1964, lanzó su primer disco, un sencillo que contenía las canciones Abraço Eterno (bolero) y Porque existe saudade (twist).
En 1987, recibió una mención honorífica por el poema "Sou", en los juegos florales de los "Poetas del Mundo Lusíada", en Massachusetts, Estados Unidos. Ese mismo año publicó su primer libro Levitando na poesia en la Academia Paraense de Letras (APL). En 1992, publicó su tercer libro Êxtase en la APL.
En 1995, lanzó en el núcleo de arte de la Universidad Federal de Pará (UFPA) su segundo disco Delírio, con canciones populares, en São Paulo.
En 1997, lanzó en la Academia Paraense de Letras su cuarto libro Reflexos do dia-a-dia. Ese mismo año participó en el libro Introdução à literatura no Pará, séptimo volumen, de la APL. En 1998, lanzó la segunda edición de Reflexos do dia-a-dia en la APL.
En noviembre de 1999, con ocasión de la III Feria Pan-Amazónica, se lanzó el libro Um conto de fadas amazônico. Fue clasificado en el VII concurso de cuentos de la región Norte como uno de los cuentistas de la Amazonía, con el cuento O Segredo, promovido por el núcleo de arte de la Universidad de Pará. En 2000, reeditó Um conto de fadas amazônico.